# Combe Hay
Combe Hay è un villaggio e parrocchia civile del Regno Unito. Si trova nel distretto non metropolitano di Bath and North East Somerset in Inghilterra, nella parte meridionale del paese, 160 km a ovest della capitale Londra.